# Ajdabra
Ajdabra è un centro abitato e comune (municipalité) del Libano situato nel distretto di Batrunn, governatorato del Nord Libano.